# HNLMS Pelikaan (A804)
Le HNLMS Pelikaan (A804) est un navire de soutien de la Koninklijke Marine opérant dans les Caraïbes. Basé au port de Curaçao, il est entré en service en juin 2006.

## Développement
Ce navire est le successeur d'un bâtiment de ravitaillement portant le même nom, le Hr.Ms. Pelikaan A801, qui opérait aux Caraïbes entre 1990 et 2006. Bien que de conception récente, 1984, ce premier Pelikaan avait néanmoins été jugé inadapté aux besoins dès sa réception et rapidement obsolète, de sorte que la marine royale néerlandaise demanda son remplacement précoce dès l'été 2004. Ce projet, commandé au groupe de construction navale néerlandais Damen, aboutira au Zr.Ms. Pelikaan A804, construit sur le chantier naval roumain du groupe, à Galati, avant d'être transféré sur le site de Gorinchem. 

## Chargement
Spécialisé dans le soutien logistique, c'est d'abord un navire de transport. Équipé d'une grue de pont, il peut embarquer jusqu'à 4 camions poids lourds d'intervention de 4 tonnes chacun et leur remorque, une citerne mobile, 6 petites embarcations d'assaut de 6,5 mètres, une pelle chenillée, un chariot élévateur, un générateur et jusqu'à 4 véhicules légers de reconnaissance. Équipé d'une centrale de dessalement, le Pelikaan sait produire jusqu'à 6 000 litres d'eau par jour, ou éventuellement transporter jusqu'à 70 000 litres d'eau potable. Selon le type de mission il peut aussi accueillir une équipe médicale et son matériel, des réfugiés, du personnel de la sécurité civile.

## Équipage
Outre les 15 membres d'équipage de bord, le navire héberge en permanence 8 commandos de marine (Marines néerlandais). À cela s'ajoute une capacité de 54 places pour accueillir des commandos supplémentaires — jusqu'à 40, équipement compris — ou tout autre personnel. Les commandos bénéficient d'une salle réservée au commandement des opérations spéciales. 

## Missions
Bien que conçu essentiellement pour des missions de soutien logistique, le Pelikaan est aussi équipé pour participer seul ou conjointement à des opérations spéciales, avec ses 8 commandos marins, notamment dans le cadre de la lutte contre le trafic de drogue. Armé de deux mitrailleuses de bord de 12,7 mm, il dispose également d'une salle de commandement complète permettant de mener des opérations rapides et discrètes projetées grâce à des petites embarcations d'assaut de type Rigid Raiding Craft.
Le Pelikaan entra à Port-au-Prince le 18 janvier 2010, dans le cadre d'une mission d'aide humanitaire relative au tremblement de terre qui avait ravagé Haïti. 
En septembre 2017 le Pelikaan participait à une mission de soutien et de secours sur les îles Saint-Martin et Saint-Eustache, gravement touchées par l'ouragan Irma de catégorie 5.  